# Nicholas Wyman
Pour les articles homonymes, voir Wyman.
Nicholas Wyman est un acteur américain né le 18 mai 1950 à Portland dans le Maine aux États-Unis.

## Filmographie

### Cinéma
- 1981 : Vértigo en Manhattan : Foundation Officer
- 1987 : Weeds : Associate Warden
- 1987 : Un ticket pour deux (Planes, Trains & Automobiles) : New York lawyer
- 1988 : Funny Farm : Dirk Criterion
- 1995 : Une journée en enfer (Die Hard: With a Vengeance) : Mathias Targo
- 1997 : Parties intimes (Private Parts) : Douglas Kiker
- 2002 : Igby (Igby Goes Down) : Suit
- 2002 : Coup de foudre à Manhattan (Maid in Manhattan) : Concierge

### Télévision
- 1978 : The Dain Curse
- 1988 : Le Meurtre de Mary Phagan (The Murder of Mary Phagan) : Lund
- 1992 : Swans Crossing : Grant Booth #1
- 1968 : On ne vit qu'une fois ("One Life to Live") : Peter Manning (1993-1994)
- 1997 : New York, police judiciaire (saison 8, épisode 1) : juge Gavin Mickerson
- 2003 : New York, unité spéciale (saison 5, épisode 6) : avocat de la défense Michael Kelly
- 2005 : New York, police judiciaire (saison 15, épisode 14) : Dr. Adams